# Kids' Choice Sports 2014
La 1ª edizione dei Kids' Choice Sports si è tenuta il 17 luglio 2014 al Pauley Pavilion di Los Angeles, California e andato in diretta sul canale principale di Nickelodeon USA.
La cerimonia di premiazione è stata condotta dal giocatore di football americano Michael Strahan; mentre il pre-show ha visto la conduzione di Kira Kosarin e Carlos PenaVega, entrambi attori di Nickelodeon.
Nella premiazione dei vincitori e a fianco a Stahan si sono alternate via via varie celebrità: Will Arnett, Russell Westbrook, Nick Cannon, Victor Cruz, Stephen Curry, Carlos PenaVega, Larry Fitzgerald, Megan Fox, Tia Mowry, Dwayne "The Rock" Johnson, Bethany Hamilton, Tony Hawk, George Lopez, Henrik Lundqvist, Marshawn Lynch, McKayla Maroney, Floyd Mayweather Jr., Dominic Monaghan, Rico Rodriguez e Metta World Peace.
Sono state vittime dello sketch del caratteristico slime le seguenti celebrità: David Beckham (e i suoi figli Romeo e Cruz), Earl Thomas III e Larry Fitzgerald.
L'edizione ha visto anche l'esibizione del cantante Pharrell Williams e del duo musicale Florida Georgia Line.

## Vincitori e candidature
I vincitori sono indicati in grassetto.

### Miglior atleta uomo
- Kevin Durant (Basket)
- Tom Brady (Football americano)
- Dale Earnhardt Jr. (NASCAR)
- LeBron James (Basket)
- Derek Jeter (Baseball)
- Peyton Manning (Football americano)
- Dwyane Wade (Basket)
- Tiger Woods (Golf)

### Miglior atleta donna
- Gabby Douglas (Ginnastica artistica)
- Gracie Gold (Skateboard)
- Candace Parker (Basket)
- Danica Patrick (NASCAR)
- Hope Solo (Calcio)
- Lindsey Vonn (Sci alpino)
- Serena Williams (Tennis)

### Nuovo arrivato preferito
- Russell Wilson (Football americano)
- Skylar Diggins (Basket)
- Bryce Harper (Baseball)
- Yasiel Puig (Baseball)
- Sloane Stephens (Tennis)
- Mike Trout (Baseball)

### Presa preferita
- Dez Bryant (Football americano)
- Calvin Johnson (Football americano)
- Yasiel Puig (Baseball)
- Mike Trout (Baseball)

### Miglior salvataggio
- Tim Howard (Calcio)
- Henrik Lundqvist (Hockey su ghiaccio)
- Ryan Miller (Hockey su ghiaccio)
- Jonathan Quick (Hockey su ghiaccio)
- Hope Solo (Calcio)

### Giocatore da ultimo tiro
- Carmelo Anthony (Basket)
- Skylar Diggins (Basket)
- Kevin Durant (Basket)
- LeBron James (Basket)
- Marshawn Lynch (Football americano)
- David Ortiz (Baseball)
- Abby Wambach (Calcio)

### Mosse più folli
- Alexander Ovechkin (Hockey su ghiaccio)
- Alex Morgan (Calcio)
- Sidney Crosby (Hockey su ghiaccio)
- Landon Donovan (Calcio)
- Lionel Messi (Calcio)
- Blake Griffin (Basket)
- Chris Paul (Basket)
- Adrian Peterson (Football americano)

### Non provateci a casa
- Shaun White (Snowboard e Skateboard)
- Nyjah Huston (Skateboard)
- Travis Pastrana (Motociclismo)
- Kelly Slater (Surf)
- Lindsey Vonn (Sci alpino)

### Smells Like Team Spirit
- Tifosi dei Seattle Seahawks (12th Man)
- Tifosi dei Detroit Red Wings (Hockeytown)
- Tifosi dei Green Bay (Cheeseheads)
- Tifosi dei Oakland Raiders (Black Hole)
- Tifosi dei Oklahoma City Thunder (Thunder)
- Tifosi dei Pittsburgh Steelers (Terrible Towels)

### Festeggiare come una star dello sport
- Victor Cruz (Football americano)
- Knowshon Moreno (Football americano)
- Rafael Nadal (Tennis)
- Cam Newton (Football americano)
- Cristiano Ronaldo (Calcio)
- Abby Wambach (Calcio)

### Re dello stile
- Dwyane Wade (Basket)
- Eric Decker (Football americano)
- Henrik Lundqvist (Hockey su ghiaccio)
- Cristiano Ronaldo (Calcio)
- Amar'e Stoudemire (Basket)
- Russell Westbrook (Basket)

### Regina dello stile
- Gabby Douglas (Ginnastica artistica)
- Skylar Diggins (Basket)
- Lolo Jones (Atletica leggera)
- Maria Sharapova (Tennis)
- Lindsey Vonn (Sci alpino)
- Serena Williams (Tennis)

### Biggest Cannon
- Novak Đoković (Tennis)
- Serena Williams (Tennis)
- Clayton Kershaw (Baseball)
- Cam Newton (Football americano)
- Aaron Rodgers (Football americano)
- Ben Roethlisberger (Football americano)
- Justin Verlander (Baseball)

### Ritorno di un atleta preferito
- Bethany Hamilton (Surf)
- Peyton Manning (Football americano)
- Adrian Peterson (Football americano)
- Albert Pujols (Baseball)
- Rajon Rondo (Basket)
- Russell Westbrook (Basket)

### Premio Leggenda
- David Beckham